# Sanxenxo
Sanxenxo – gmina w Hiszpanii, w prowincji Pontevedra, w Galicji, o powierzchni 45,08 km². W 2011 roku gmina liczyła 17 604 mieszkańców.